# DNA (песня Кендрика Ламара)
«DNA» (стилизовано как «DNA.») — песня американского хип-хоп-артиста и автора-исполнителя Кендрика Ламара, чей видеоклип вышел 18 апреля 2017 года в качестве второго сингла с его 4-го студийного альбома DAMN. (2017). Песня достигла позиции № 18 в английском хит-параде UK Singles Chart. В клипе снялся известный американский актёр Дон Чидл.

## История
«DNA» достиг позиции № 18 в британском хит-параде музыки UK Singles Chart.
Песня получила положительные отзывы музыкальных критиков: Vice, Entertainment Weekly, The Telegraph.

## Музыкальное видео
Клип вышел 18 апреля 2017 года. Режиссёры Nabil и The Little Homies. В клипе снялся известный американский актёр Дон Чидл. Ещё до своего релиза видео получило положительную оценку критиков.

## Чарты

### Еженедельные чарты
| Чарт (2017)                           | Высшая позиция |
| ------------------------------------- | -------------- |
| Австралия (ARIA)                      | 16             |
| Australia Urban (ARIA)                | 2              |
| Австрия (Ö3 Austria Top 40)           | 30             |
| Канада (Billboard Canadian Hot 100)   | 3              |
| Чехия (Singles Digitál Top 100)       | 34             |
| Дания (Tracklisten)                   | 28             |
| Франция (SNEP)                        | 38             |
| Германия (GfK)                        | 37             |
| Ирландия (IRMA)                       | 12             |
| Италия (FIMI)                         | 62             |
| Нидерланды (Single Top 100)           | 31             |
| Новая Зеландия (Recorded Music NZ)    | 5              |
| Норвегия (VG-lista)                   | 32             |
| Португалия (AFP)                      | 7              |
| Шотландия (OCC Scotland)              | 78             |
| Словакия (Singles Digitál Top 100)    | 17             |
| Швеция (Sverigetopplistan)            | 37             |
| Швейцария (Schweizer Hitparade)       | 25             |
| Великобритания (OCC UK Singles)       | 18             |
| США (Billboard Hot 100)               | 4              |
| США (Billboard Hot R&B/Hip-Hop Songs) | 3              |

## Сертификации
| Регион | Сертификация  | Продажи   |
| --- | ------------- | --------- |
| Канада (Music Canada) | 5× Платиновый | 400 000   |
| Дания (IFPI Danmark) | Золотой       | 45 000    |
| Франция (SNEP) | Золотой       | 75,000    |
| Италия (FIMI) | Золотой       | 25 000    |
| Великобритания (BPI) | Платиновый    | 600 000   |
| США (RIAA) | 3× Платиновый | 3 000 000 |
| * Данные о продажах приведены только на основе сертификации. · Данные о продажах + прослушиваниях приведены только на основе сертификации. |               |           |